# Silbermann

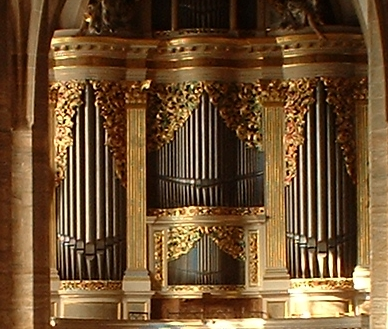
Orgel av bröderna Silbermann i Freibergs domkyrka, byggd 1710 - 1714. Gottfried Silbermanns första större orgel och hans genombrottsverk som orgelbyggare. Bevarad även bakom fasaden.

Silbermann var en tysk-fransk orgel- och klaverbyggarsläkt som härstammade från Kleinbobritzsch vid Frauenstein i Sachsen.
- Andreas Silbermann (1678-1734), verksam i Görlitz, Strasbourg och Paris, var en av barockens stora och byggde omkring trettio orglar, främst i fransk stil. Viktigast är ombygget av domorgeln i Strasbourg. En av hans bevarade orglar finns i Ebersmünster.

- Gottfried Silbermann (1683-1753) var den mest framgångsrike och verksam i Freiberg, Sachsen. Han började 1702-1709 arbeta, först som lärling, hos den äldre brodern Andreas i Strasbourg. Han blev allmänt erkänd efter att ha fullbordat verket för domen i Freiberg 1710-1714 och vid verkstaden där byggdes närmare femtio orglar. Som klaverbyggare var han den förste som i större skala byggde Bartolomeo Cristoforis hammarklaver.

Gottfried Silbermann dog ogift, medan det i Andreas Silbermanns familj fanns flera orgel- och klaverbyggare, bland andra den äldste sonen:
- Johann Andreas Silbermann (1712-1783), som övertog faderns verkstad i Strasbourg.

Silbermanns orglar har uppmärksammats av orgelrörelsen, där de uppställdes som ideal.
Lördagen den 15 januari 2011 invigdes en replik av en Gottfried Silbermann-orgel i Höörs kyrka.